# Anachloris uncinata
Anachloris uncinata là một loài bướm đêm thuộc họ Geometridae. Nó được tìm thấy ở miền nam half của Úc.
Sải cánh dài 30 mm.
Ấu trùng ăn Hibbertia obtusifolia và Hibbertia stricta.

## Hình ảnh

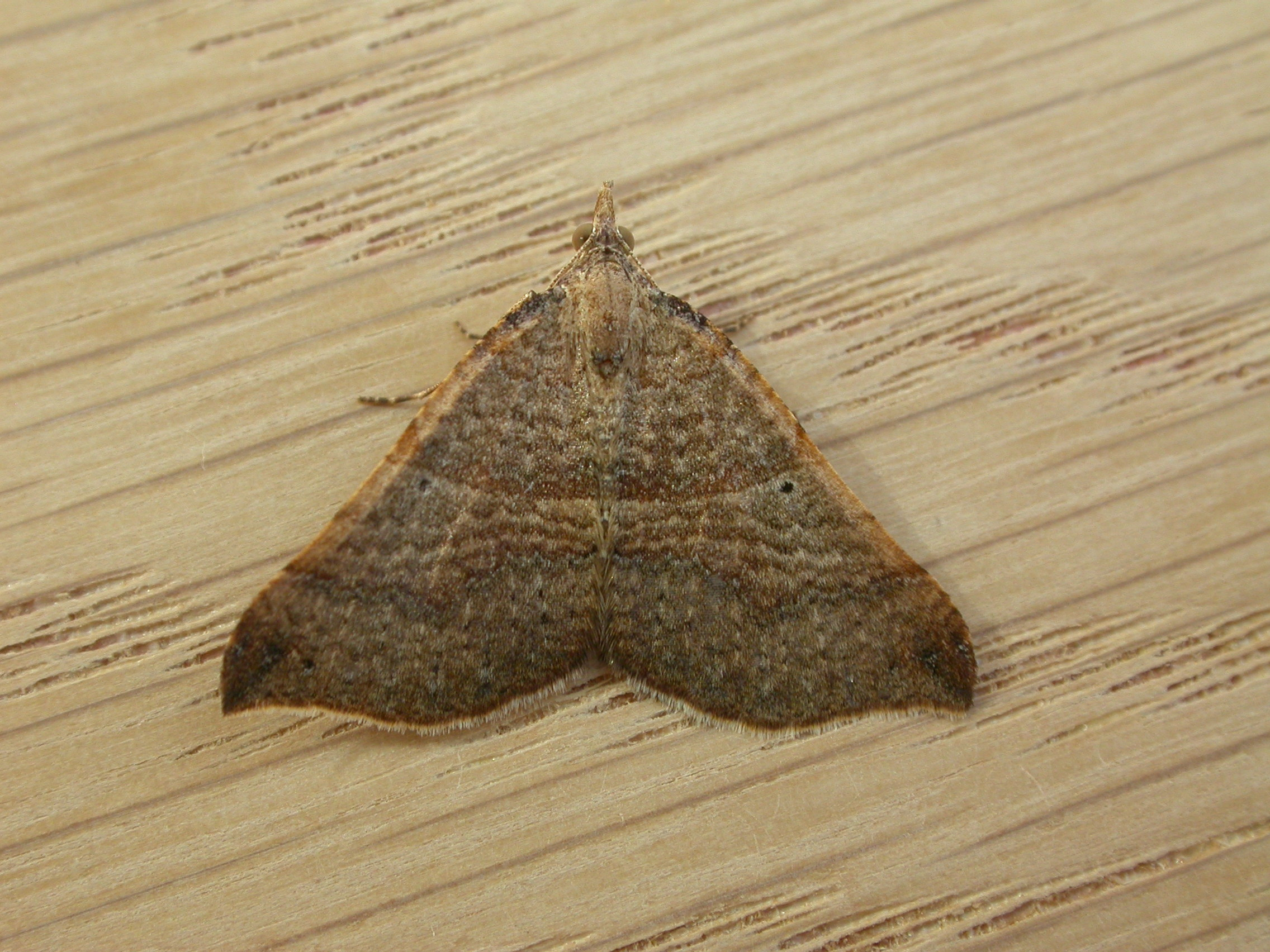
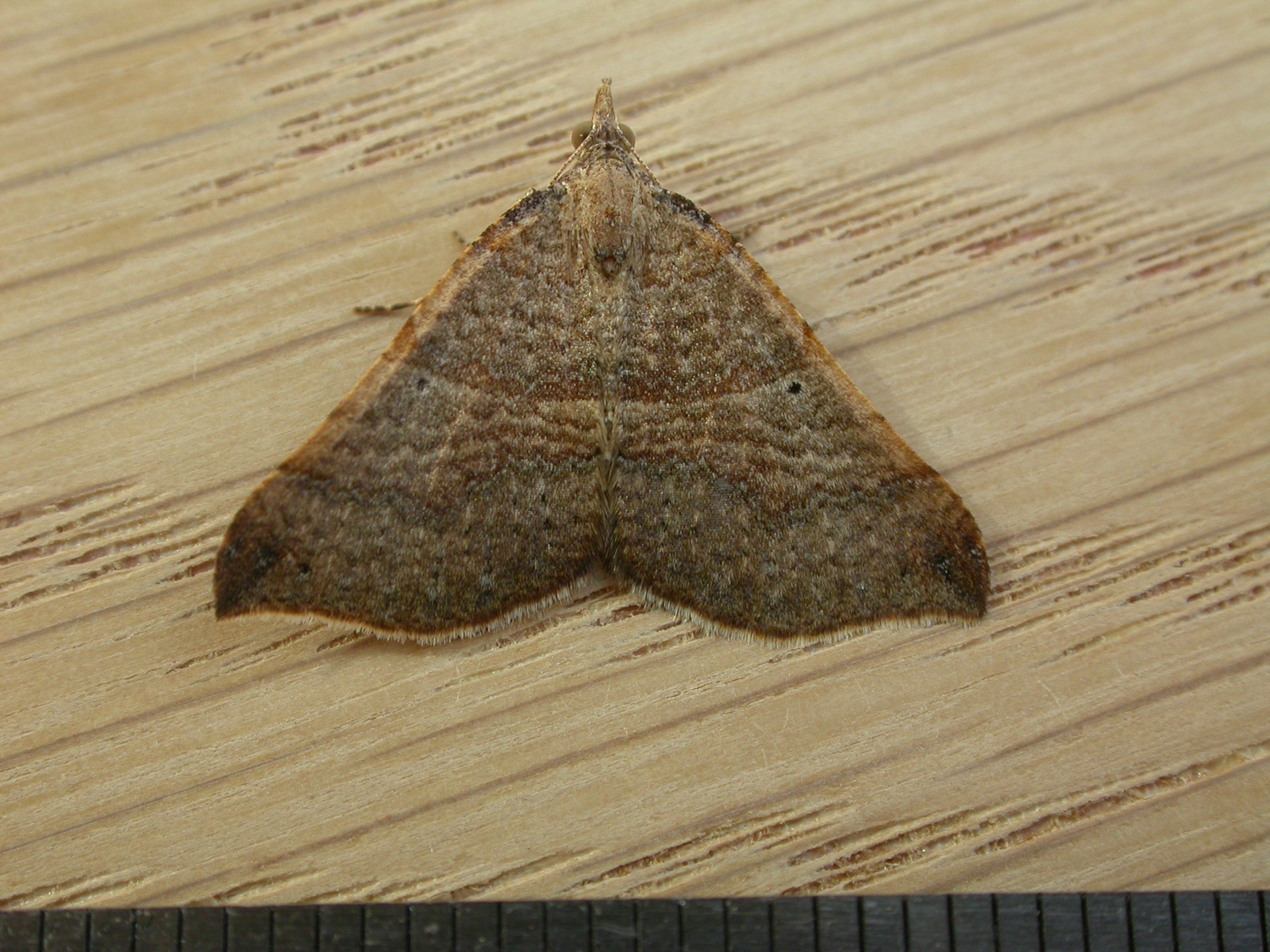
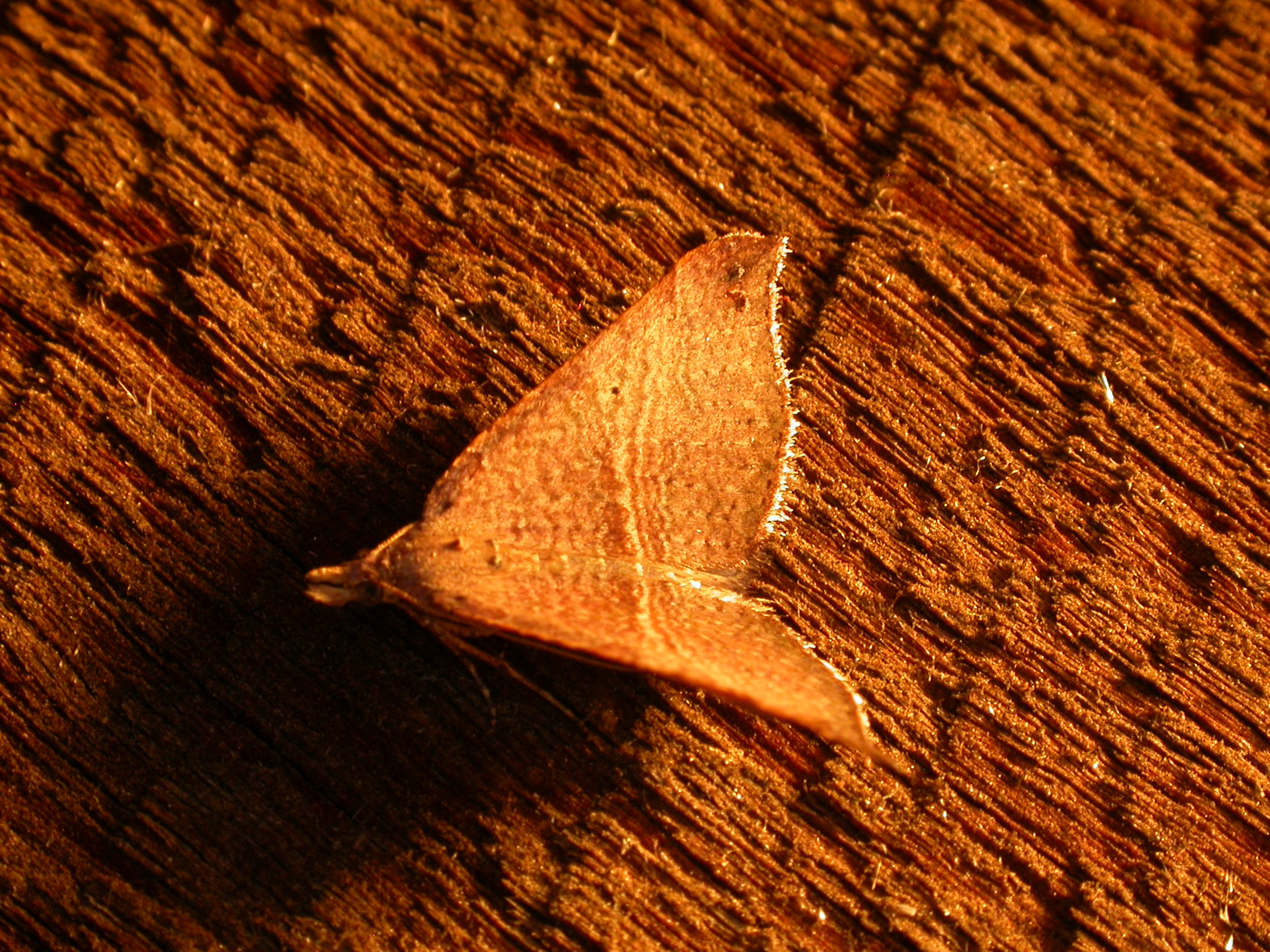
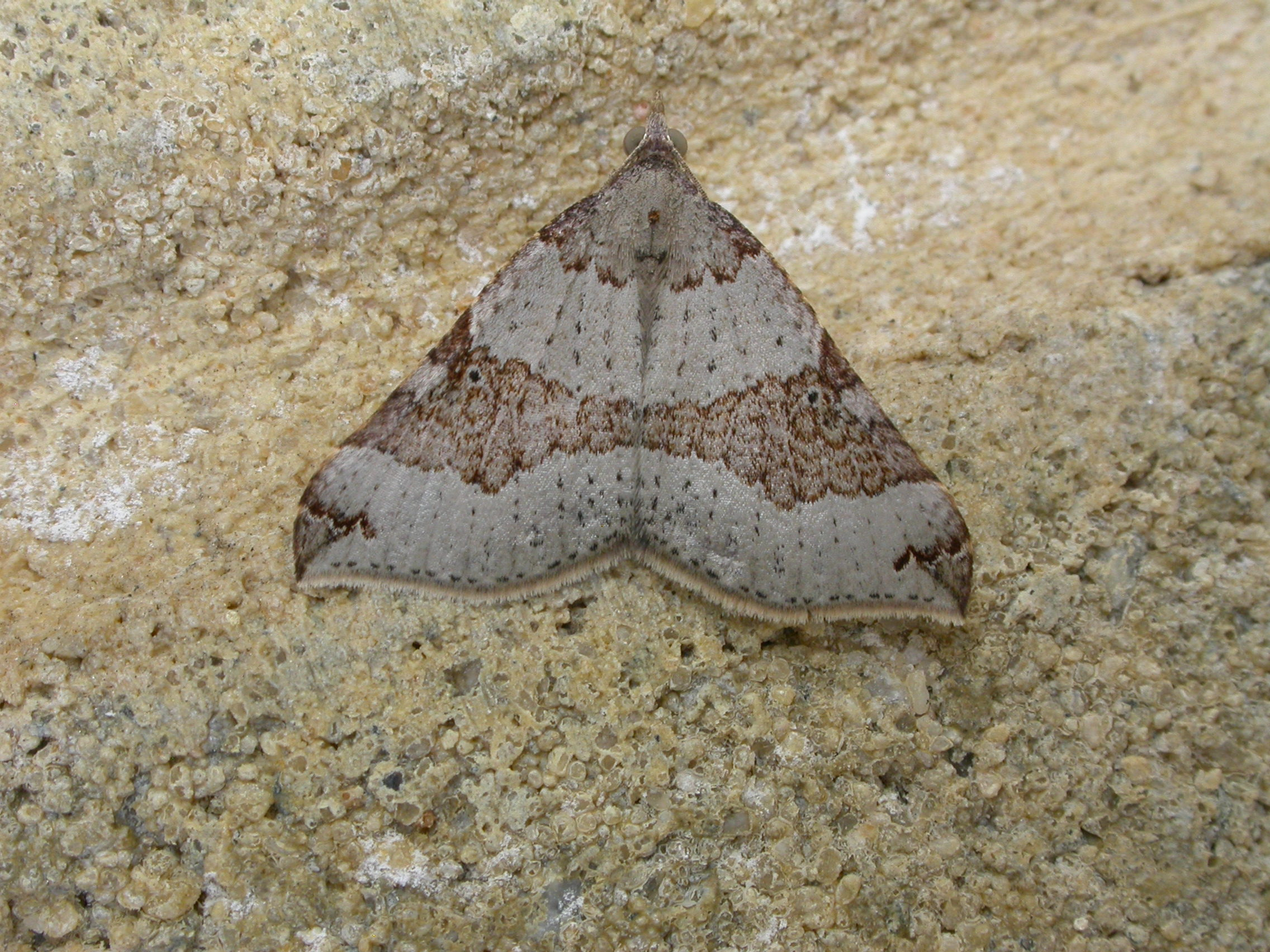